# URBANO L02
URBANO L02（アルバーノ エル ゼロニ）は、京セラによって日本国内向けに開発された、auブランドを展開するKDDIおよび沖縄セルラー電話のURBANOシリーズの一つで、CDMA 1X WIN、および第3.9世代移動通信システム（au 4G LTE）対応スマートフォンである。製造型番はKYY22。

## 概要
URBANOシリーズのスマートフォンとしては第3弾となるスマートフォンであり、既存のURBANO L01（KYY21）のマイナーチェンジ版にあたる。そのため基本スペックはURBANO L01とほぼ同一である。これまで通り40代以上のユーザー、ならびにスマートフォン初心者、同キャリア向けの簡単ケータイシリーズを含む既存のフィーチャーフォン（携帯電話）からの機種変更のユーザーなどを想定している。
前代機種のURBANO L01同様、DIGNOシリーズには含まれない。
本機種を除くauの2014年春モデルのAndroid搭載スマートフォンには全てQualcomm社製クアッドコアプロセッサのSnapdragon 800が搭載されており、本機種は唯一、デュアルコアプロセッサ搭載している。
バッテリーの取り外しが可能で、既存のURBANO L01同様、非接触充電（Qi）に対応したバッテリーパックに対応する（URBANO L01とは異なり、電池フタを交換しないでQi対応バッテリーパックが使用可能）。
背面カバーの形状の変更、および前面に装備されている3つのハードキー（物理キー）の形状が押しやすい形状に改良されているほか、スマートフォン初心者向けのauオリジナルのユーリティツールである「かんたんメニュー」が工場出荷時点でプリインストールされている点や、背面カバーを交換せずにQi対応バッテリーパックを使用できる点などが、URBANO L01との相違点である。
このほか、本機種のオプションとして一部のトヨタ車専用の車載用の置くだけで充電可能なURBANO L02専用充電トレイの発売が予定されている。ただしこのオプション品はauショップや大型家電店での販売は一切行わず、PiPitを含む全国のトヨタディーラー各店、およびトヨタレンタリース各店、トヨタ純正部品共販各店の専売品として販売される。 

## 歴史
- 2014年（平成26年）1月20日 - 連邦通信委員会（FCC）を通過[6]。
- 2014年1月22日 - KDDI、および京セラより公式発表。
- 2014年2月8日 - 全国にて一斉発売。

## プリインストールアプリ
- Skype
- Friends Note
- Foursquare
- きせかえtouch
- au Smart Sports Run&Walk
- au Smart Sports Karada Manager
- au Smart Sports Fitness
- au one GREE
- au one Brand Garden
- au one ショッピングモール
- au one モバオク
- au one ナビウォーク
- au one 助手席ナビ
- au one ニュースEX
- じぶん銀行
- Twitter for Android
- すぐ文字 for Android
- すぐこえ

## 主な機能・サービス
※PC向けWebブラウザが標準装備されておりFlashコンテンツもフル表示可能。携帯向けサイト(EZWeb)は他のスマートフォンやPCと同じく閲覧不可。
| 主な機能・対応サービス                                                  | 主な機能・対応サービス                    | 主な機能・対応サービス              | 主な機能・対応サービス        |
| ----------------------------------------------------------------------- | ----------------------------------------- | ----------------------------------- | ----------------------------- |
| auウィジェット Webブラウザ                                              | LISMO! for Android LISMO WAVE             | おサイフケータイ                    | ワンセグ                      |
| au one メール PCメール Gmail EZwebメール                                | デコレーションメール デコレーションアニメ | Skype au                            | PCドキュメント                |
| au Smart Sports Run & Walk Karada Manager ゴルフ(web版) Fitness、歩数計 | GPS 方位計                                | au oneナビウォーク au one助手席ナビ | au one ニュースEX au one GREE |
| じぶん銀行                                                              | かんたんメニュー 緊急地震速報             | Bluetooth                           | 無線LAN機能 (Wi-Fi)           |
| 赤外線通信 (IrDA)                                                       | au 4G LTE WIN HIGH SPEED                  | グローバルパスポート(CDMA・GSM)     | auフェムトセル                |
| microSD microSDHC                                                       | モーションセンサー(6軸)                   | 防水 防塵                           | 簡易留守録 着信拒否設定       |

- 安心セキュリティパックは、フル対応